# Jerzy z Pizydii
Jerzy z Pizydii (Jerzy Pizydes, Georgios Pizydes, ur. przed 600, zm. między 631 a 634) – grecki poeta, posłaniec patriarchy Konstantynopola Sergiusza I przy cesarzu Herakliuszu. W latach 622-623 wziął udział w wyprawie cesarza przeciw Persom. Uchodzi za twórcę wersyfikacji dwunastozgłoskowej. W swych utworach opiewał zwycięstwa nad Persami i odzyskanie relikwii Krzyża Świętego (poematy O wyprawie cesarza Herakliusza na Persów, O oblężeniu dokonanym przez barbarzyńców i o ich klęsce). Po 630 roku pisał poezje moralizatorskie i teologiczne (Przeciw bezbożnemu Sewerowi z Antiochii, O świętym zmartwychwstaniu Chrystusa Boga), a także epigramaty o żywotach świętych. Wydał również poetycką parafrazę pod tytułem Opis 6 dni stworzenia. Z utworów Jerzego z Pizydii czerpali Teofanes, Jan Tzetzes oraz autor Księgi Suda.

## Życie
Jerzy Pizydes urodził się w Pizydii, w południowo-wschodniej Azji Mniejszej. Był związany z dworem cesarza Herakliusza w Konstantynopolu. Należał również do kręgu przyjaciół patriarchy Sergiusza. Był jednym z 12 diakonów świątyni Hagia Sophia, pełnił urzędy skeuofylaksa, odpowiedzialnego za skarbiec i liturgię oraz chartofylaksa, sprawującego pieczę nad zbiorami archiwalnymi świątyni. Uczestniczył w pierwszej wyprawie wojennej Herakliusza na Persów w 622 roku, prawdopodobnie w roli piewcy spodziewanych przyszłych sukcesów cesarza. Przebywał w Konstantynopolu podczas groźnego oblężenia stolicy Cesarstwa przez połączone siły Awarów, Persów i Słowian w 626 r. Twórczość poetycka Pizydesa znalazła wyraz w poematach historycznych, filozoficzno-religijnych i w epigramach.

## Poematy historyczne
Najobszerniejszy z poematów historycznych Pizydesa O wyprawie cesarza Herakliusza na Persów, liczy sobie 1098 wersów, wypełniających 3 części utworu. W trymetrach jambicznych opiewa w nim poeta czyny wojenne cesarza. Rozpoczyna od dygresji o Homerze i inwokacji do Trójcy Świętej, a następnie przedstawia przebieg wojny, porównując Herakliusza do biblijnego Mojżesza walczącego z faraonem.
Kolejny poemat O oblężeniu dokonanym przez barbarzyńców i ich klęsce sławi w 541 wersach jambicznych zwycięstwo Greków nad barbarzyńcami w 626 roku, odniesione pod nieobecność cesarza przez patriarchę Sergiusza. Poeta sławi czyny Sergiusza, przedstawia go jako wybawiciela - stolicy z rąk wrogów. Ostateczne zwycięstwo przypisuje jednak Matce Bożej, patronce stolicy. Ten sam temat pojawia się również w dwóch epigramach Pizydesa.
Trzecim poematem historycznym Pizydesa jest Herakliada, złożony z 2 części panegiryk. Autor, w 471 wersach jambicznych, opowiada w nim o ostatecznym zwycięstwie Herakliusza nad Chosroesem perskim, odniesionym pod Niniwą w 627 roku.

## Poematy filozoficzno-dogmatyczne
Najobszerniejszy poemat filozoficzno-religijny Pizydesa Sześć dni stworzenia świata liczy sobie 1894 wersy jambiczne, choć autor Księgi Suda twierdzi, że jest ich 2000. Poeta opisał w nim stworzenie świata na podstawie pierwszej części Księgi Rodzaju, przedstawia piękno stworzenia, nawiązując do czasów współczesnych. Pizydes korzystał niewątpliwie z komentarzy do kosmogonii Bazylego Wielkiego, Grzegorza z Nyssy, biskupa Epifaniusza, autora Topografii chrześcijańskiej Kosmasa Indikopleustesa. Heksaemeron Pizydesa, został w późnym średniowieczu przełożony na język armeński i ruski. Przekład na język ruski został dokonany na podstawie tłumaczenia starosłowiańskiego przez Dymitra Zografa w 1385 roku.
Utwór Na znikomość życia różni się od innych wierszy Pizydesa formą wersyfikacyjną, składa się bowiem wersów daktylicznych tworzących dystychy elegijne. Nie jest zbyt obszerny, ma 262 wiersze. Został poświęcony patriarsze Sergiuszowi. Przy pisaniu go Pizydes wzorował się na poezji Grzegorza z Nazjanzu.
Pizydes jest też autorem polemiczno-dogmatycznego poematu Przeciw bezbożnemu Sewerowi. Poeta zwalcza w nim w 726 wersach jambicznych, monofizyckie poglądy adwokata, a potem biskupa Berytu Sewera, potępionego w 536 roku.
Spod pióra Pizydesa wyszedł również liczący 129 wierszy jambicznych hymn Na święto Zmartwychwstania Chrystusa Pana naszego. Opisując zwycięstwo Chrystusa nad śmiercią i szatanem, Pizydes zachęca jednocześnie młodego cesarza Konstantyna III (641) do naśladowania ojca, cesarza Herakliusza.

## Drobniejsze utwory
Do drobniejszych utworów poetyckich Pizydesa należą szczuplejsze objętościowo wiersze historyczne: Odzyskanie na Persach Św. Krzyża przez cesarza Herakliusza w 116 trymetrach jambicznych; O zwycięstwie Herakliusza nad Fokasem, w którym gratuluje cesarzowi w 89 trymetrach jambicznych strącenia z tronu tyrana Fokasa; Pochwala patrycjusza i namiestnika Bonosa w 168 wersach jambicznych.
Zachował się ponadto szyderczy utwór Na brzydotę Alypiosa. Od niedawna za utwór Pizydesa uznaje się też liczący 90 heksametrów utwór Na życie ludzkie, wcześniej przypisywany Manuelowi Filesowi.
Pizydes jest również autorem licznych epigramów pisanych w metrum jambicznym. Utwory o tematyce świeckiej i religijnej noszą tytuły: Na wizerunek Chrystusa, Na świętych Kosmę i Damiana, Na Grzegorza z Nazjanzu, Na Grzegorza z Nyssy, Na bibliotekę założoną przez patriarchę Sergiusza, Na łaźnię publiczną odrestaurowaną przez cesarza Konstanyna, Na podagrę, Na siebie samego, zapożyczony od Grzegorza z Nazjanzu.

## Styl, język
Pizydes w Oblężeniu ... przypisywał autorstwo słynnego Akatystu patriarsze Sergiuszowi. Późniejsi autorzy z kolei to samo twierdzili o Pizydesie. Pizydes nie komponował jednak wierszy rytmicznych, w których został napisany Akatyst, posługiwał się antycznymi formami: heksametru i dystychu elegijnego o budowie heksametrycznej, ukształtowanych przez Nonnosa z Panopolis, a przede wszystkim trymetru jambicznego.
Język Pizydesa jest potoczysty, bogaty w obrazowaniu. Poeta oszczędnie korzysta z ozdobników krasomówczych. Siła wyrazu poetyckiego, przeżyte emocjonalnie świeckie i religijne treści sprawiły, że zawsze chętnie sięgano po jego poezje. Pod ich urokiem pozostawał w cztery wieki później Michał Psellos, kiedy zastanawiał się w jednym ze swych listów, kto tworzył z większą weną poetycką, Pizydes czy Eurypides.
Utwory Pizydesa są wiarygodnym źródłem historycznym, wieloma faktami uzupełniającym dzieje Bizancjum VII wieku. Dużą wartość posiadają wiadomości o Awarach, Persach, Słowianach, Hunach i Bułgarach, biorących udział w słynnym oblężeniu Konstantynopola. Wiersze Pizydesa o treści historycznej wykorzystali Teofan Wyznawca i Księga Suda.